# Tabernaemontana cerifera
Tabernaemontana cerifera är en oleanderväxtart som beskrevs av Jean Armand Isidore Pancher och Sebert. Tabernaemontana cerifera ingår i släktet Tabernaemontana och familjen oleanderväxter. Inga underarter finns listade i Catalogue of Life.